# Exarchat patriarcal
Pour un article plus général, voir Exarchat.
Un exarchat patriarcal est un exarchat qui relève directement d'un patriarche.

## Dans les Églises catholiques orientales
L'Église catholique compte neuf exarchats patriarcaux.
| Nom                                              | Création          | Siège | Territoire | Titulaire             | Patriarche | Église     | Réf.   |
| ------------------------------------------------ | ----------------- | ----- | ---------- | --------------------- | ---------- | ---------- | ------ |
| Exarchat patriarcal de Bassora et Koweït         | 1991              | —     | —          | Marzena Eshak         | Antioche   | syriaque   | [ 1 ]  |
| Exarchat patriarcal de Damas                     | 6 novembre 1984   | —     | —          | Joseph Arnaouti       | Cilicie    | arménienne | ,      |
| Exarchat patriarcal d'Irak                       | 17 septembre 1838 | —     | —          | vacant                | Antioche   | melkite    | ,      |
| Exarchat patriarcal de Jérusalem et Mont d’Amman | 1er octobre 1991  | —     | —          | vacant                | Cilicie    | arménienne | ,      |
| Exarchat patriarcal de Jérusalem et Palestine    | 5 octobre 1996    | —     | —          | Moussa El-Hage        | Antioche   | maronite   | ,      |
| Exarchat patriarcal de Jérusalem                 | 1991              | —     | —          | Grégoire Pierre Melki | Antioche   | syriaque   | [ 10 ] |
| Exarchat patriarcal de Jordanie                  | 5 octobre 1996    | —     | —          | Moussa El-Hage        | Antioche   | maronite   | ,      |
| Exarchat patriarcal du Koweït                    | 25 mars 1972      | —     | —          | Boutros Gharib        | Antioche   | melkite    | [ 13 ] |
| Exarchat patriarcal de Turquie                   | 1991              | —     | —          | Yusuf Sağ             | Antioche   | syriaque   | [ 14 ] |